# Gerhard Friedrich (Biologe)
Gerhard Friedrich (* 6. Dezember 1910 in Leipzig; † 15. Januar 2003 in Dresden) war ein deutscher Pflanzenphysiologe, Pomologe und Agrarwissenschaftler.

## Leben
Gerhard Friedrich studierte bei Wilhelm Ruhland an der Universität Leipzig Pflanzenphysiologie. Danach ging er zur Obstbauversuchsanstalt Jork im Alten Land bei Hamburg. Unter der Leitung von Ernst-Ludwig Loewel forschte er dort zu Fragen der Schorfbehandlung beim Apfel und entwickelte eine Sporenfalle für Ascosporen. Danach arbeitete er am Pflanzenschutzamt Stuttgart. 1951 erhielt er den Ruf als Professor an die Martin-Luther-Universität Halle-Wittenberg als Direktor des „Instituts für Obst- und Gemüsebau“. Dort war er Doktorvater des beim Aufstand des 17. Juni von Polizisten getöteten Gerhard Schmidt. Die Prozessführung der DDR-Richter gegen andere Aufständische verglich Friedrich als Prozessteilnehmer mit Verfahren durch Roland Freisler am Volksgerichtshof während der NS-Diktatur.
1956 wechselte er als Direktor an das „Institut für Gartenbau Dresden-Pillnitz der Deutschen Akademie der Landwirtschaftswissenschaften“ in Dresden-Pillnitz. Dort etablierte er die Forschung zur Physiologie der Pflanzen und richtete sie auf das schwierige Gebiet von Obstbäumen, als mehrjährige Pflanzen, aus. Während der folgenden Jahre betrieb er dort Grundlagenforschung über biochemische Zusammenhänge auf die Prozesse der Blüten- und Ertragsbildung von Obstgehölzen unter Berücksichtigung der Umweltverhältnisse und des Sortenverhaltens. Seine Ergebnisse erlauben heute Forschungen aus der Molekulargenetik richtig zu interpretieren.
Daneben war ihm der praktische Obstanbau auch immer ein Anliegen, weshalb er die Gründung eines Versuchsgutes in Prussendorf initiierte. Dieses entwickelte sich zu einer zentralen Anlaufstelle für Obstbauern und Wissenschaftler aus dem gesamten osteuropäischen Wirtschaftsraum. Friedrich war der Ansicht, dass Obst nicht nur auf minderwertigen Flächen angebaut werden und der Obstbau intensiviert werden müsse. Diese Ansicht entsprach nicht den politischen Wünschen der SED-Führung, welche deshalb veranlasste, dass Friedrich 1973 zwangsweise emeritiert wurde. Ihm wurde jedoch erlaubt, seinen Schreibtisch im Institut zu behalten, was er dazu nutzte, trotz der Demütigung durch die politische Führung sein Wissen in Büchern weiterzugeben. Bis ins hohe Alter kam er morgens um 7.00 Uhr ins Institut.

## Ehrungen und Auszeichnungen
- Ehrendoktor des Fachbereichs Gartenbau der Corvinus-Universität Budapest
- Vaterländischer Verdienstorden in Bronze
- Ehrenmitglied der Gesellschaft zur Förderung der Agrar- und Ernährungswissenschaften an der Martin-Luther-Universität Halle-Wittenberg e. V.[5]

## Werke (Auswahl)
- Der Verlauf der Zustandsindikatoren bei Apfelveredlungen, Halle (Saale), 1939
- Obstbau an Hängen, auf Halden und geringwertigen Böden, Berlin, Deutscher Bauernverlag, 1952
- Taschenbuch der Feld- und Gartenfrüchte. Urania-Verlag, Leipzig/Jena, 1960
- Probleme der Technik im Gartenbau, Berlin, Deutsche Akademie der Landwirtschaftswissenschaften, 1958
- Obstbau in Wort und Bild, Radebeul, Neumann, 1970 (insgesamt 9. Auflagen)
- Seltenes Kern-, Stein- und Beerenobst, Neumann, 1985
- Nüsse und Quitten, Leipzig, Neumann, 1990